# Meißner 8 Nordroute
Die Meißner 8 Nordroute ist eine rund 35,9 Kilometer lange Radroute im Landkreis Meißen und der Lommatzscher Pflege in Deutschland. Sie führt größtenteils auf asphaltierten und naturbelassenen Wegen, ausgenommen der zurzeit noch kleingepflasterten Staatsstraße 83 von Buschbad nach Garsebach. Die Route ist sehr gut ausgeschildert, zahlreiche Nebenrouten wie beispielsweise zum Bergbaumuseum in Mehren sind ebenfalls ausgeschildert.

## Streckenbeschreibung
Die Strecke beginnt formell im Meißner Stadtteil Cölln beim rechtselbischen Anschluss des Elberadwegs am Meißner Bahnhof. Von dort fährt man über die Eisenbahnbrücke zur Altstadt und dem etwas weiter entfernten Ortsteil Triebischtal. Von hier hat man für den Weiterweg bis Semmelsberg keine Alternative; man muss die Staatsstraße 83 benützen. Dafür fährt man aber von da an auf ausgebauten oder naturbelassenen Radwegen, zum Teil auf der Bahntrasse der ehemaligen Schmalspurbahn Wilsdruff–Gärtitz. Von Semmelsberg zweigt die Strecke von der ins Tal der Kleinen Triebisch abgehenden Meißner 8 Südroute ab. Es geht an dem ehemaligen Viadukt der ehemaligen Schmalspurbahn Wilsdruff–Gärtitz vorbei, und von diesem an führt die Route auf dem Planum der Schmalspurbahn bis Löthain. Bis zur Kreuzung mit der Bundesstraße 101, die in einem Tunnel unterquert wird, geht es kräftig aufwärts, nach diesem führt die Trasse in einem Gefälle bis zum Museumsbahnhof in Löthain. Von hier an führt die Route auf einer wenig befahrenen Straße bis zu der Kleinbahnstation Görna-Krögis, von der das Stationsgebäude noch gut erhalten ist. 
Von hier an führt die Radroute auf dem naturbelassenen Planum der Schmalspurbahn durch das Käbschütztal bis Mettelwitz. Stellt diese Route nach langen Regenfällen ein Problem dar, so findet man auf ihr noch viele ehemalige Stationsgebäude der Schmalspurbahn in unterschiedlichem Zustand. Von Mettelwitz folgt man dem Ketzerbachtal nun auf ausgebauten Straßen und Wegen bis Zehren, wobei auf dem Weg durch Zöthain das Stationsgebäude der Schmalspurbahn auch noch vorhanden ist. Die Route führt durch landwirtschaftlich genutzte Gegenden, wobei unterwegs das Schloss in Schieritz ein Meilenstein ist. In Zehren kreuzt der Radweg die Bundesstraße 6 und führt auf Nebenstraßen in das Elbetal hinab, wo auf dem linkselbischen Teil des Elberadweges der Rückweg nach Meißen führt. Bei der neuen Elbbrücke am Schottenbergtunnel nördlich des Burgbergs quert man die Elbe und fährt zum Ausgangspunkt zurück.

## Sehenswertes
- Meißen: Liste der Sehenswürdigkeiten in Meißen
- Triebischtal: Porzellanmanufaktur
- Buschbad: Götterfelsen
- Robschütz: ehemaliger Eisenbahnviadukt
- Löthain: Museumsbahnhof
- Görna: erhaltenes Bahnhofsgebäude der Kleinbahn
- Mauna: erhaltenes Bahnhofsgebäude der Kleinbahn
- Mettelwitz: erhaltenes Stationsgebäude der Kleinbahn-Abzweigstelle Mertitz-Gabelstelle
- Schieritz: Schloss und Schlossmühle
- Zehren: barocke Kirche, Heimatmuseum

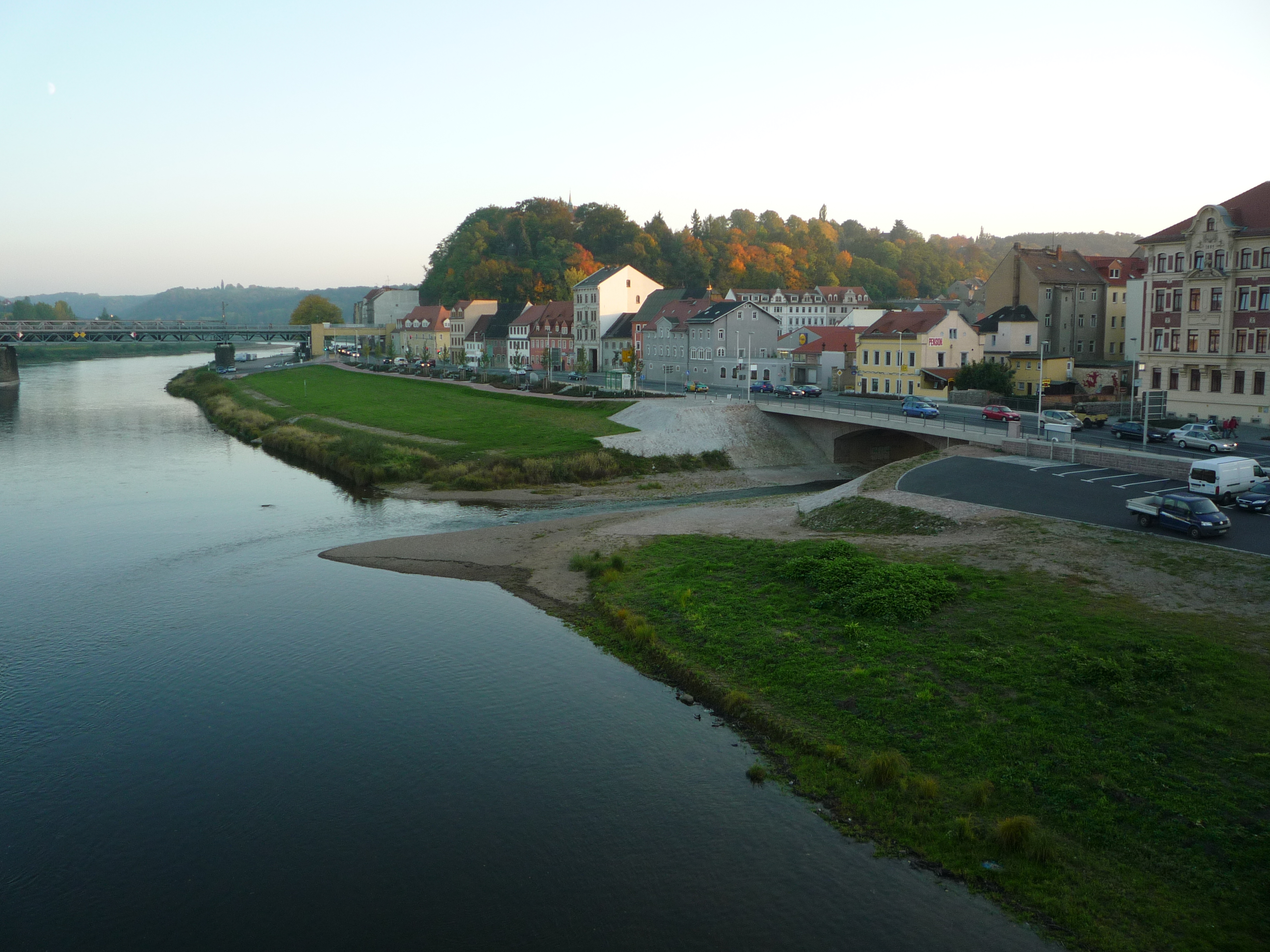
Blick auf den Zufluss der Triebisch in die Elbe bei der Altstadt Meißen
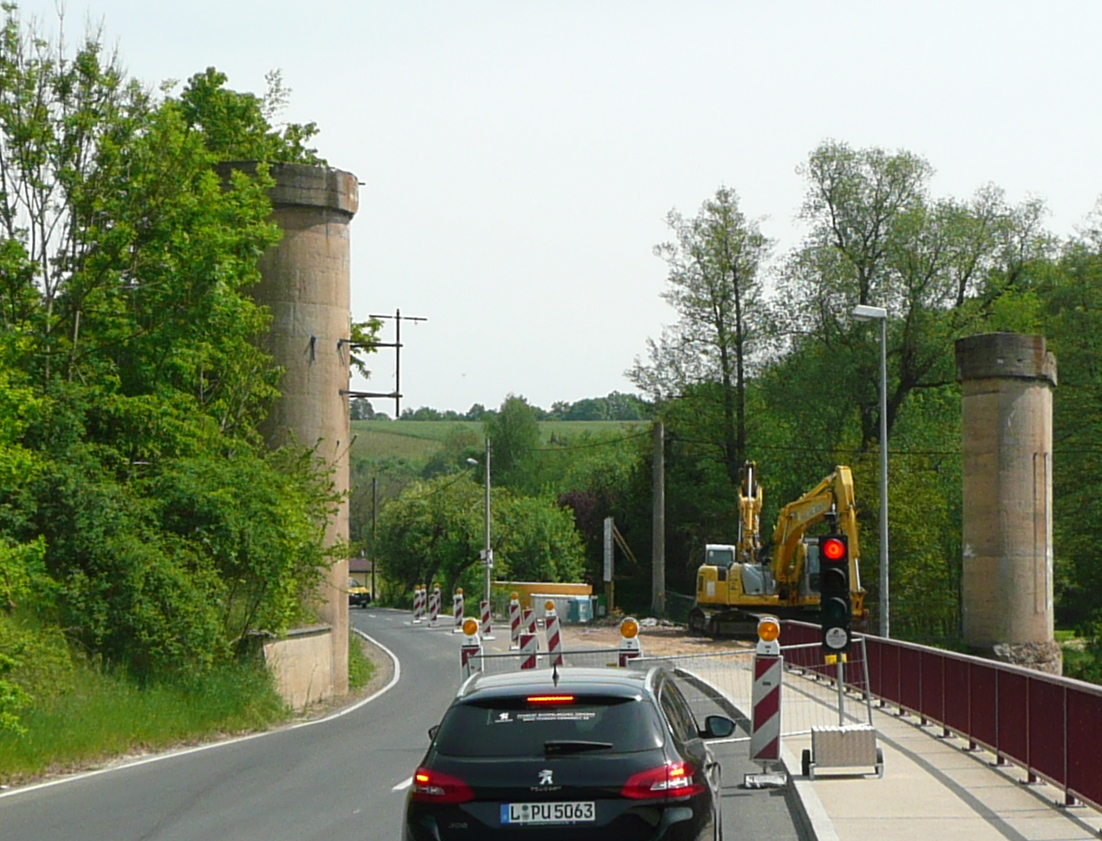
Reste des ehemaligen Eisenbahnviaduktes in Robschütz
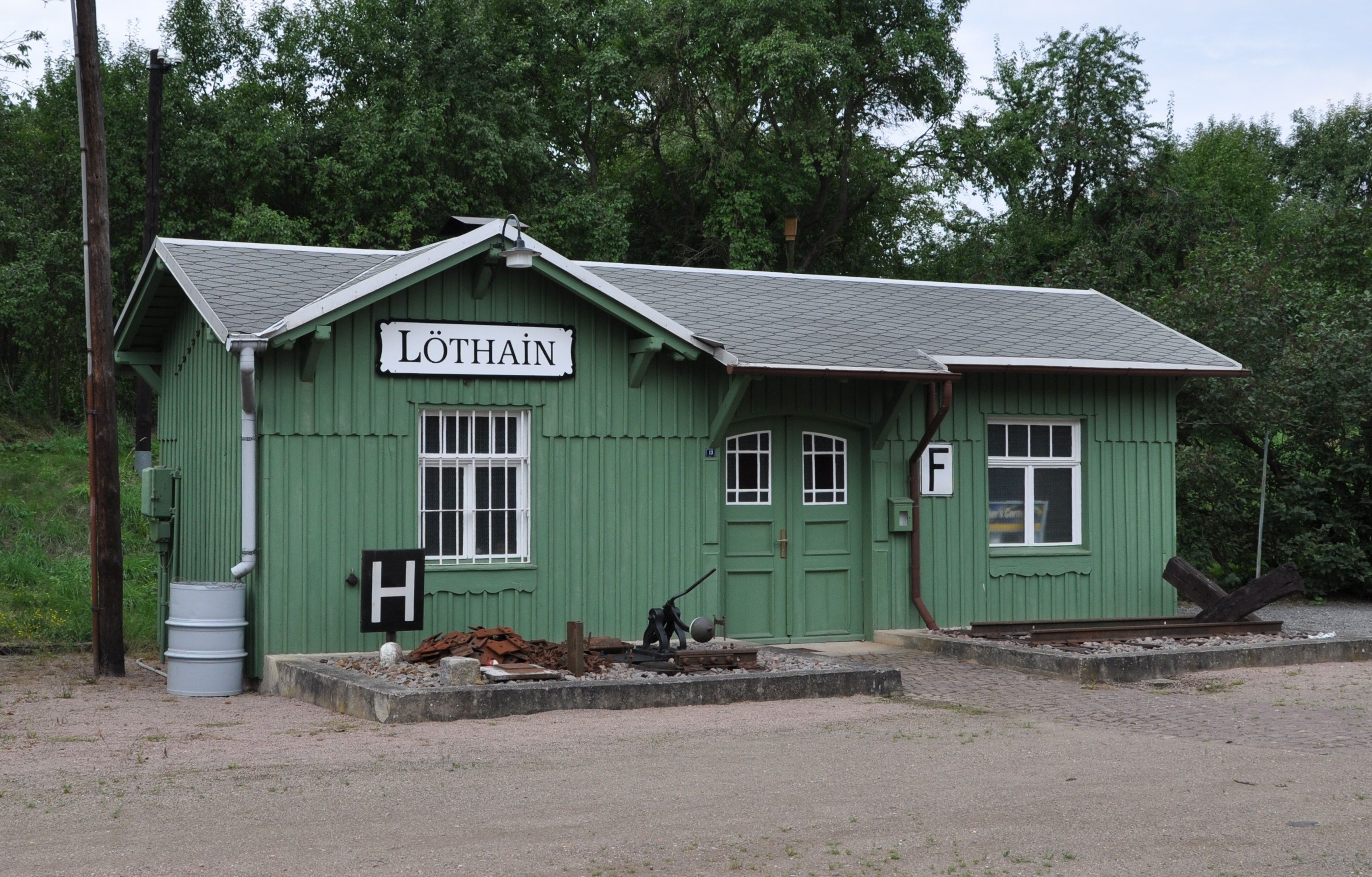
Bahnhofsgebäude des Museusbahnhofes in Löthain
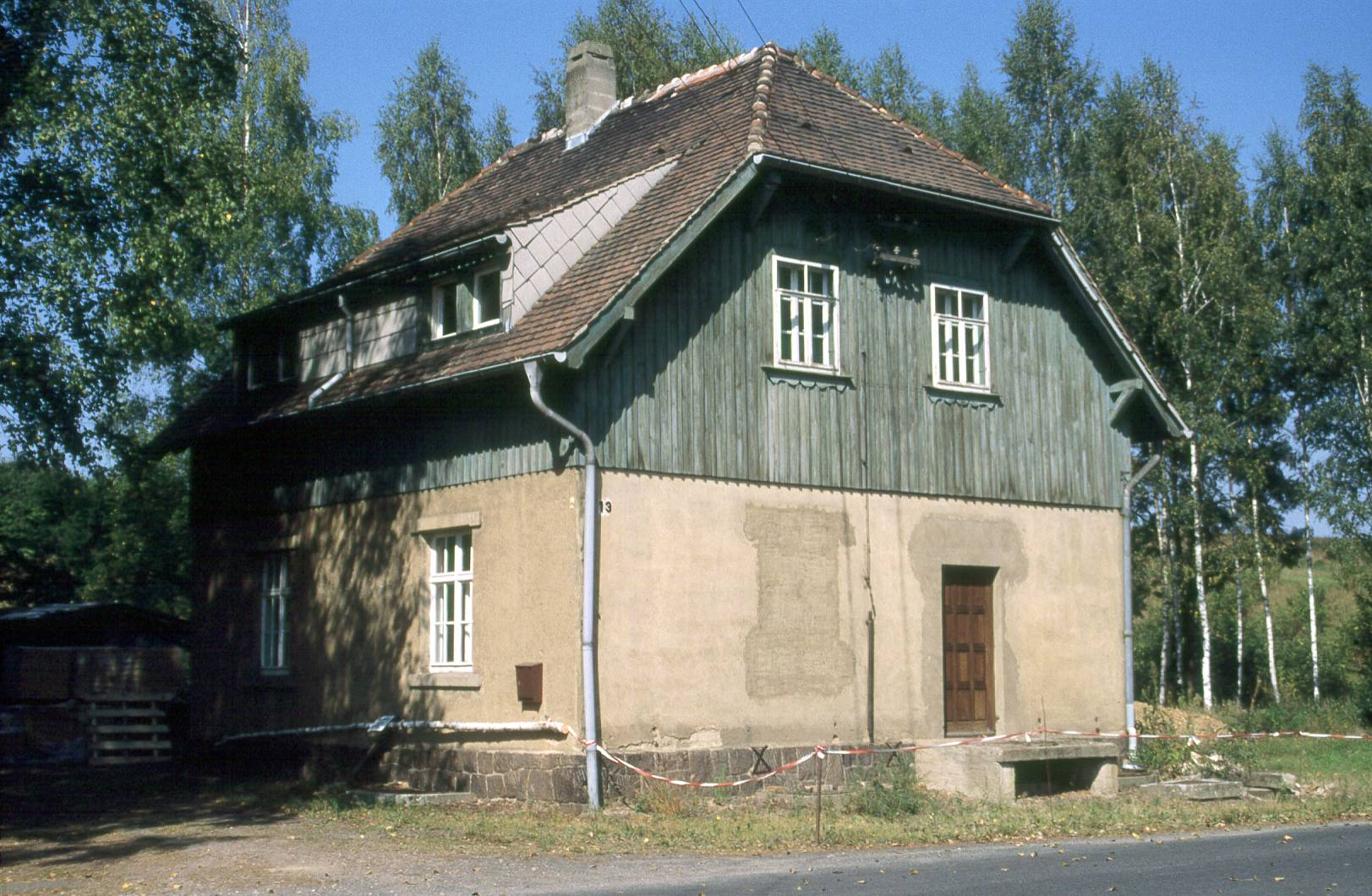
Stationsgebäude der ehemaligen Kleinbahnstation Mertitz Gabelstelle
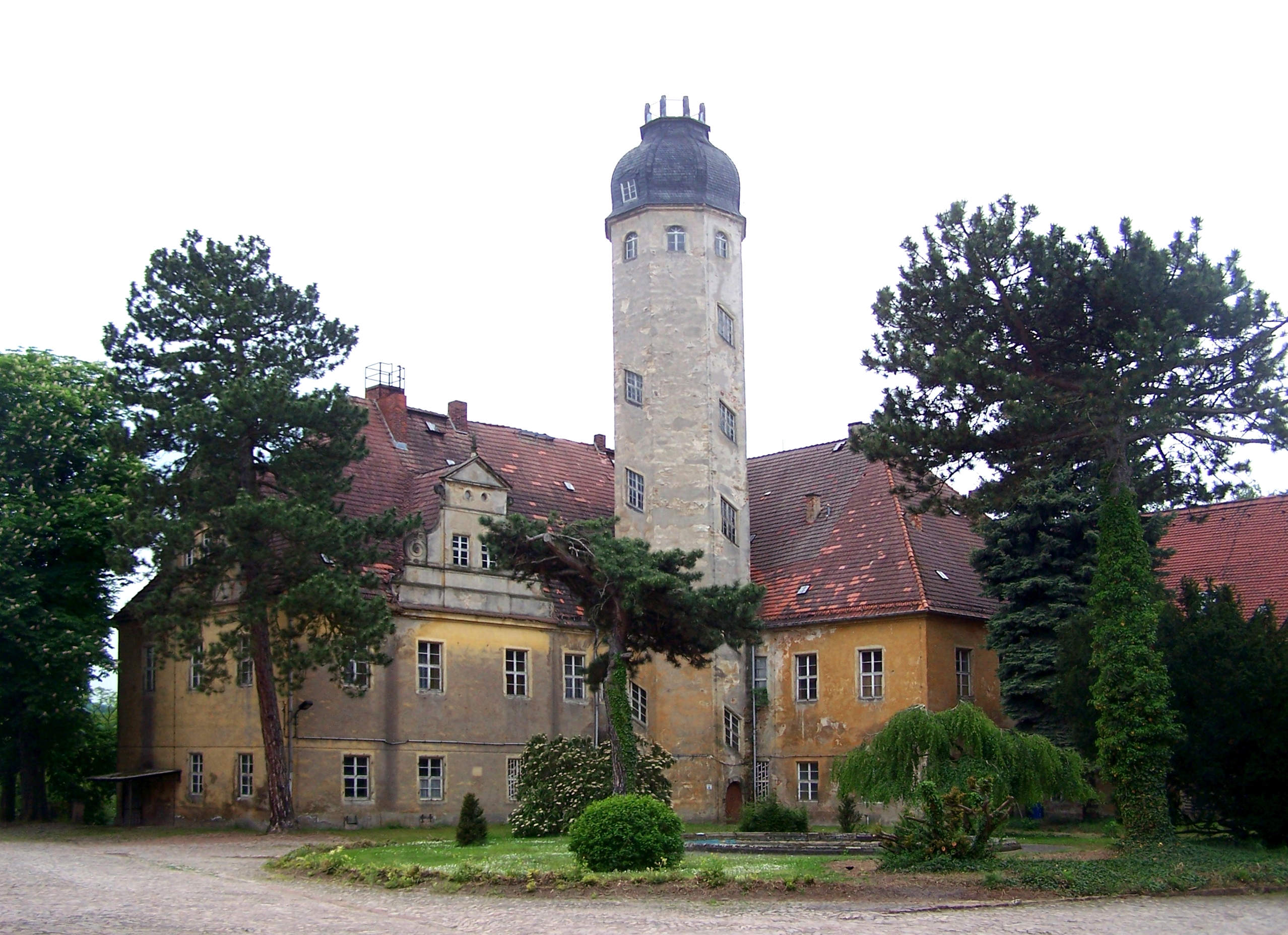
Schloss Schieritz
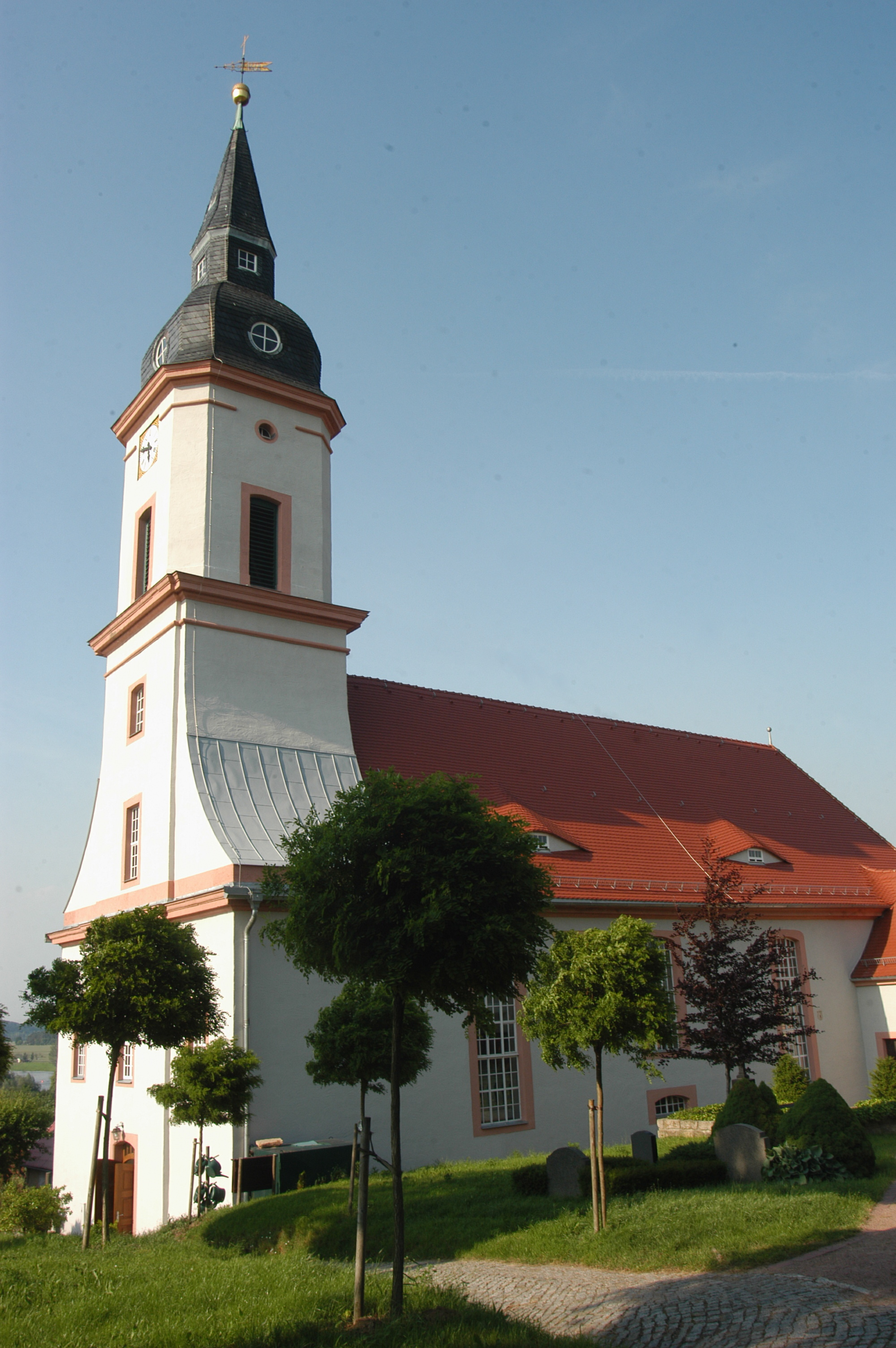
Barocke Kirche in Zehren